# شورتی راجرز
شورتی راجرز (انگلیسی: Shorty Rogers؛ ۱۴ آوریل ۱۹۲۴ – ۷ نوامبر ۱۹۹۴) موسیقی‌دان اهل ایالات متحده آمریکا بود.
از فیلم‌ها یا برنامه‌های تلویزیونی که وی در آن نقش داشته است، می‌توان به مرد بازو طلایی و خانواده پارتریج اشاره کرد.